# Vélodrome de Steglitz

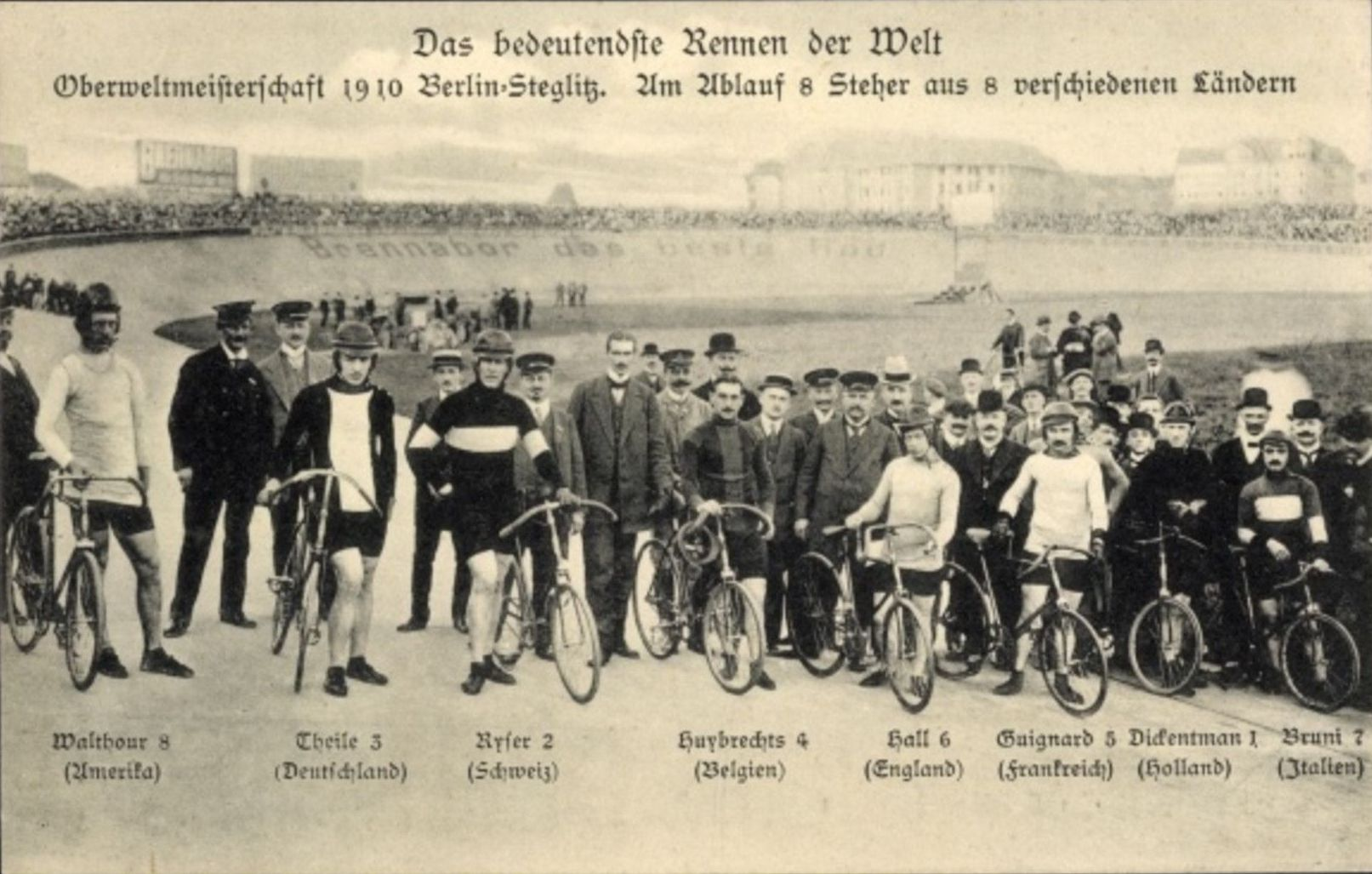
Oberweltmeisterchaft 1910 Berlin-Steglitz.

Le vélodrome de Steglitz est un ancien vélodrome de la commune de Steglitz, aujourd'hui quartier de l'arrondissement de Steglitz-Zehlendorf, à Berlin en Allemagne.

## Histoire
Sa construction, pour l'entrepreneur Ferdinand Knorr, débute le 31 mai 1905, dans les locaux de la Berliner Bau-Aktiengesellschaft sur la Körnerstraße, selon les plans de l'ingénieur Ebersold de Magdebourg.
L'inauguration initialement prévue le 3 septembre 1905 doit être reportée d'une semaine au 10 septembre en raison de fortes pluies. Près de 15 000 spectateurs assistent à la victoire du champion du monde français Gabriel Poulain dans la course principale sur 1000 mètres et celle de Bruno Demke de Berlin dans la course de demi-fond sur 1 heure.
La piste de 500 mètres de long mesure douze mètres de large dans le dernier tronçon et dix mètres de large du côté opposé. Il offre des places assises et debout pour environ 12 500 spectateurs. Les cabines des coureurs se trouvent dans la sous-structure en brique des virages. Sous le virage sud, un passage mène à l'intérieur. Il y a trois tribunes, dans la sous-structure fixe de laquelle se trouvent des appartements pour les employés du parc des sports et des salles de restaurant. De l'autre côté, en face des tribunes, trois autres bars et un bâtiment d'atelier ont été construits sur la tribune nord. Au printemps et en automne, lorsqu'aucune course n'a lieu, l'intérieur de la piste est utilisé par les clubs de football pour leurs matchs et compétitions. Dans le parc sportif relié, il y avait 25 courts de tennis.
Chaque année a lieu la Roue d'Or de Steglitz (Goldene Rad von Steglitz) et le Grand Prix de Berlin.
Le vélodrome accueille les Championnats du monde de cyclisme sur piste 1908, ainsi que les six jours de Berlin en 1909.
L'Allemagne ne participe pas aux championnats du monde 1910 de demi-fond pour protester contre de prétendues mauvaises décisions et organise le 18 septembre 1910 au vélodrome de Steglitz (Berlin) un « super championnat du monde » officieux des stayers professionnels.
Le bail de la société foncière pour les terrains du parc des sports n'est pas renouvelé au 1er octobre 1910. La raison en est le développement résidentiel prévu sur le site avec le quartier Bismarck.  Cependant, la démolition a mis du temps à venir, pendant près de 20 ans et le site est tombé en ruine. En 1927, le Steglitzer Anzeiger rapporte : « L'herbe et les plantes vivaces sauvages poussent joyeusement sur le vaste terrain encore peu développé. Un terrain rural au milieu de la haute zone résidentielle. À moitié caché sous de hauts brins d'herbe, on distingue encore les traces de l'ancien vélodrome de Steglitz ».
Aujourd'hui, rien dans le paysage urbain ne rappelle cette installation sportive.